# Andžej Gorak
Andžej Gorak (polj. Andrzej Górak; 15. februar 1951, Andrihov, Poljska) je poljski inženjer i šef katedre za separaciju fluida na fakultetu za biohemijski i hemijski inženjering tehničkog univerziteta u Dortmundu.

## Biografija
Andžej Gorak je diplomirao 1973. godine na univerzitetu u Lođu u Poljskoj. Posle završenog doktorata o destilaciji višekomponentnih smeša 1973. na Institutu za Procesni inženjering, ostao je da radi na istom institutu kao glavni inženjer. Sledeće 4 godine je radio kao naučni saradnik u Henkelu kGaA u Diseldorfu. Godine 1991. je habilitirao na mašinskom fakultetu univerziteta u Ahenu. Već sledeće godine je postao profesor na katedri za termički inženjering na Univerzitetu u Dortmundu, a 1996. je postao šef katedre na univerzitetu u Esenu. Posle 4 godine vraća se u Dortmund kao šef katedre na fakultetu za biohemijski i hemijski inženjering.

## Naučni rad
Reaktivna i ne-reaktivna destilacija
- Detaljno modeliranje i simulacija kontinuirane i diskontinuirane destilacije, optimizacija rada i dizajn
- Eksperimentalno određivanje parametera i provera rezultata simulacije

Membranski procesi
- Modeliranje, simulacija i eksperimentalna istraživanja

Reaktivna tecno-tecna ekstrakcija
- Modeliranje, simulacija i eksperimentalna istraživanja

Modeliranje reaktivnih separacionih procesa Stefan-Maksvel pristupom
- Prenos toplote i mase u reaktivnim, višekomponentnim smešama

## Nagrade
- 1974. Nagrada za najbolji praktični diplomski rad u Poljskoj
- 1979. Nagrada za doktorski rad
- 1983. Nagrada naučnog sekretara Poljske akademije nauka za tehnološki transfer
- 1992. Fridrih-Vilhelm nagrada za habilitaciju univerziteta u Ahenu (RWTH Aachen)
- 2010. Savezni krst za zasluge republike Nemačke za doprinose medjunarodom razumevanju izmedu Poljske i Nemačke

## Publikacije
Više od 390 publikacija i patenata profesora Goraka su nabrojani na sajtu katedre: 

## Spoljašnje veze
- Katedra za separaciju fluida, TU Dortmund
- Publikacije profesora Goraka